# Раджабов, Анвар Хикматиллаевич
Анвар Хикматиллаевич Раджабов (узб. Anvar Rajabov; род. 23 января 1988, Каган, Бухарская область) — узбекский футболист, нападающий клуба «Пахтакор», на правах аренды выступающий за «Бухару».

## Карьера

### Клубная
Начинал свою карьеру в бухарском одноимённом клубе «Бухара» в 2006 году. С 2008 года играл за ташкентский «Курувчи» (позже изменивший название на «Бунёдкор»). С «Бунёдкором» четырежды побеждал в чемпионате Узбекистана и дважды выигрывал Кубок. Принимал участие в Лиге чемпионов АФК, всего сыграл 10 матчей за 3 года, забил 1 мяч.
Вторую половину сезона-2012 отыграл в Таиланде, в команде «Бурирам Юнайтед». В январе 2013 года перешёл в ташкентский «Пахтакор».

### В сборной
Выступал за юношескую и молодёжную сборные Узбекистана.
Летом 2011 года провёл 2 товарищеских матча за сборную Узбекистана. Дебютировал во встрече со сборной Украины 1 июня, выйдя на замену на 59-й минуте. Второй матч сыграл 5 июня против сборной Китая, также выйдя на замену во втором тайме. Обе встречи завершились поражениями сборной Узбекистана.

## Достижения
- Чемпион Узбекистана (4): 2008, 2009, 2010, 2011
- Обладатель Кубка Узбекистана (2): 2008, 2010